# Pandanus odorifer
Pandanus odorifer (пандан запашний) — вид квіткових рослин порядку панданоцвітих (Pandanales). Поширений від Індії, Шрі-Ланки та Мальдівських островів на схід до південного Китаю (Гуандун, Гуансі, Хайнань, Гонконг) і на південь через Індокитай і Філіппіни до Індонезії. Вид був інтродукований у Східній Африці, на півдні Аравійського півострова, в Японії.

## Опис

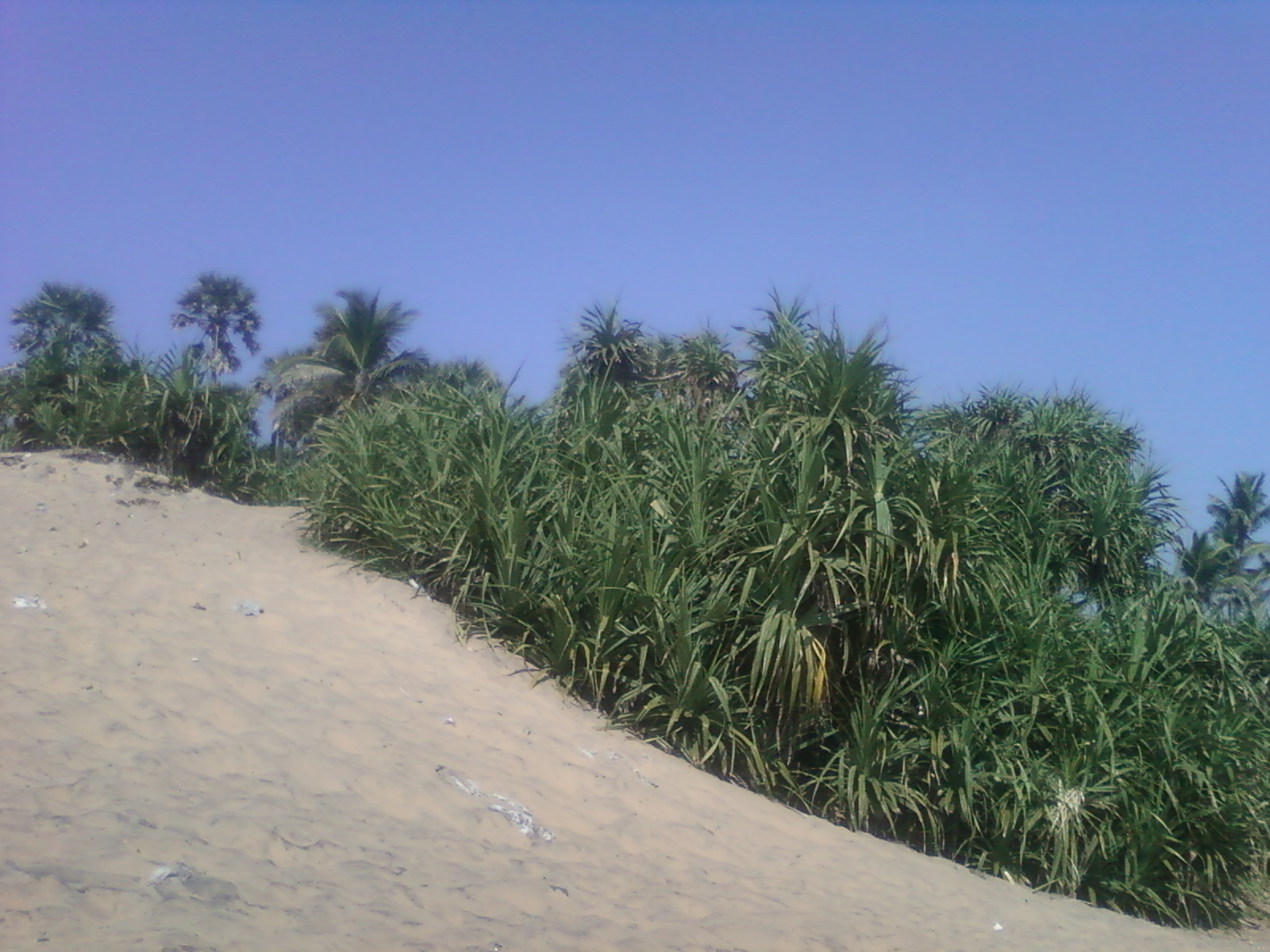
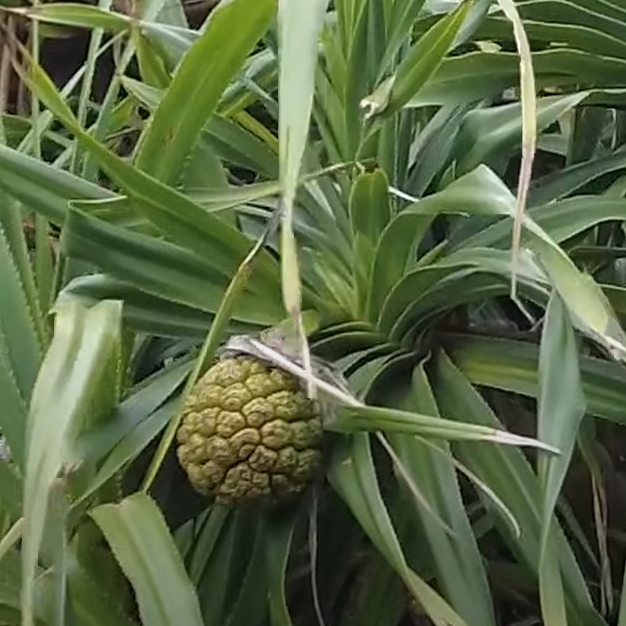
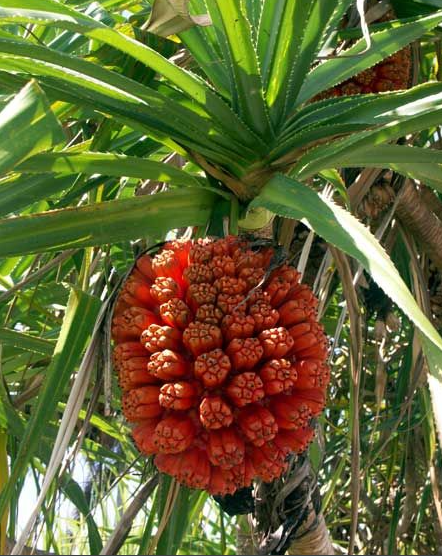
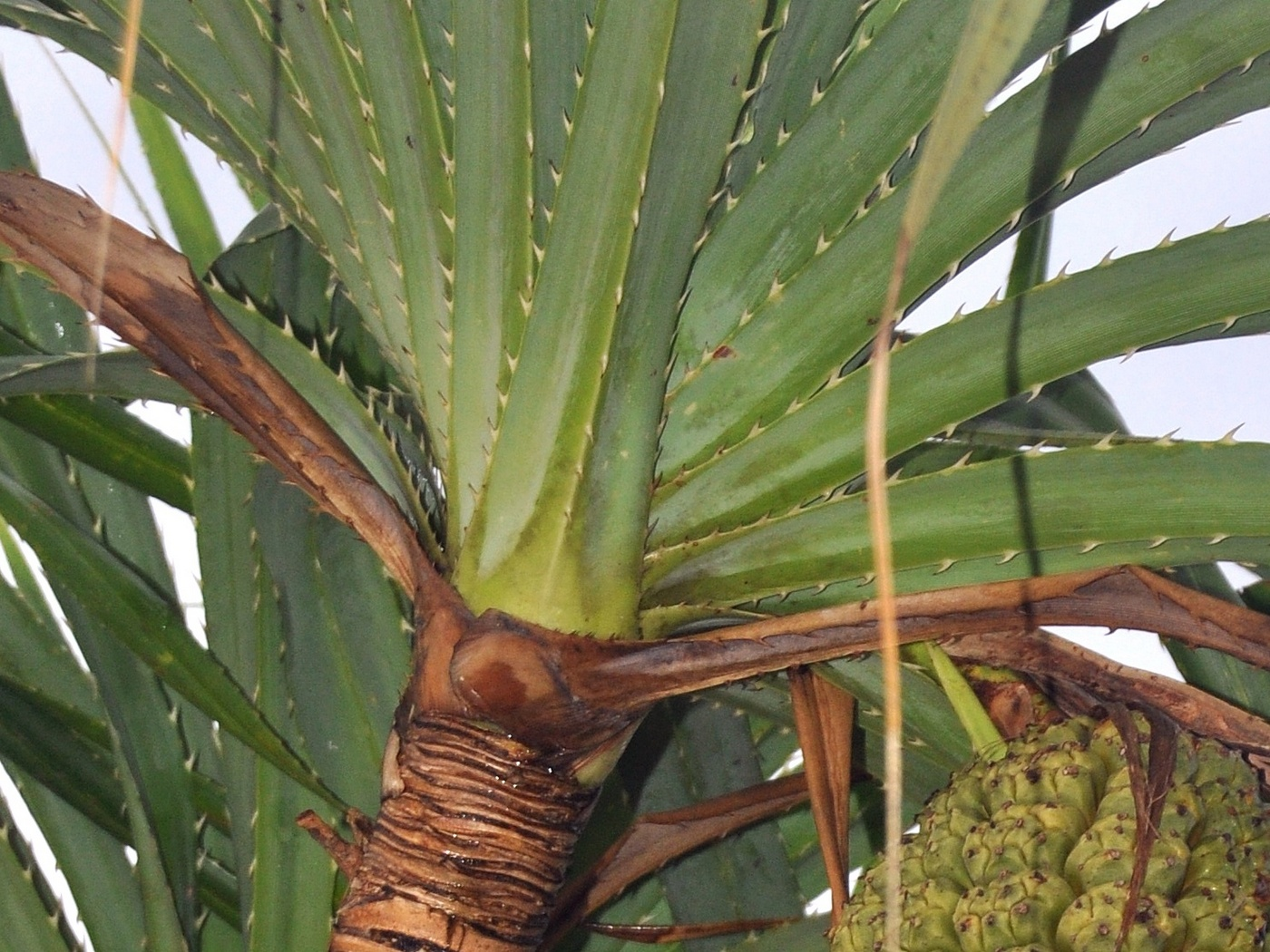
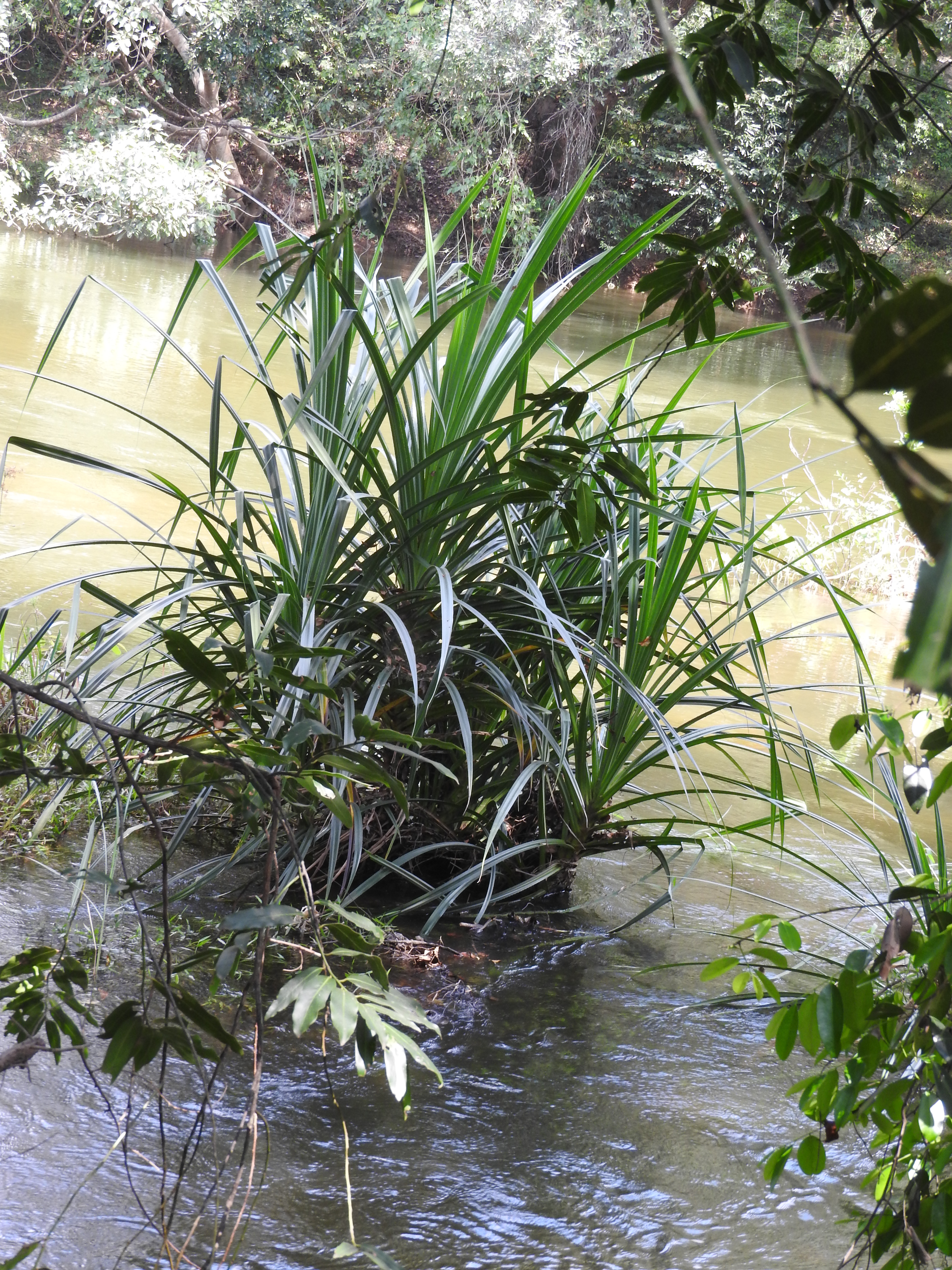
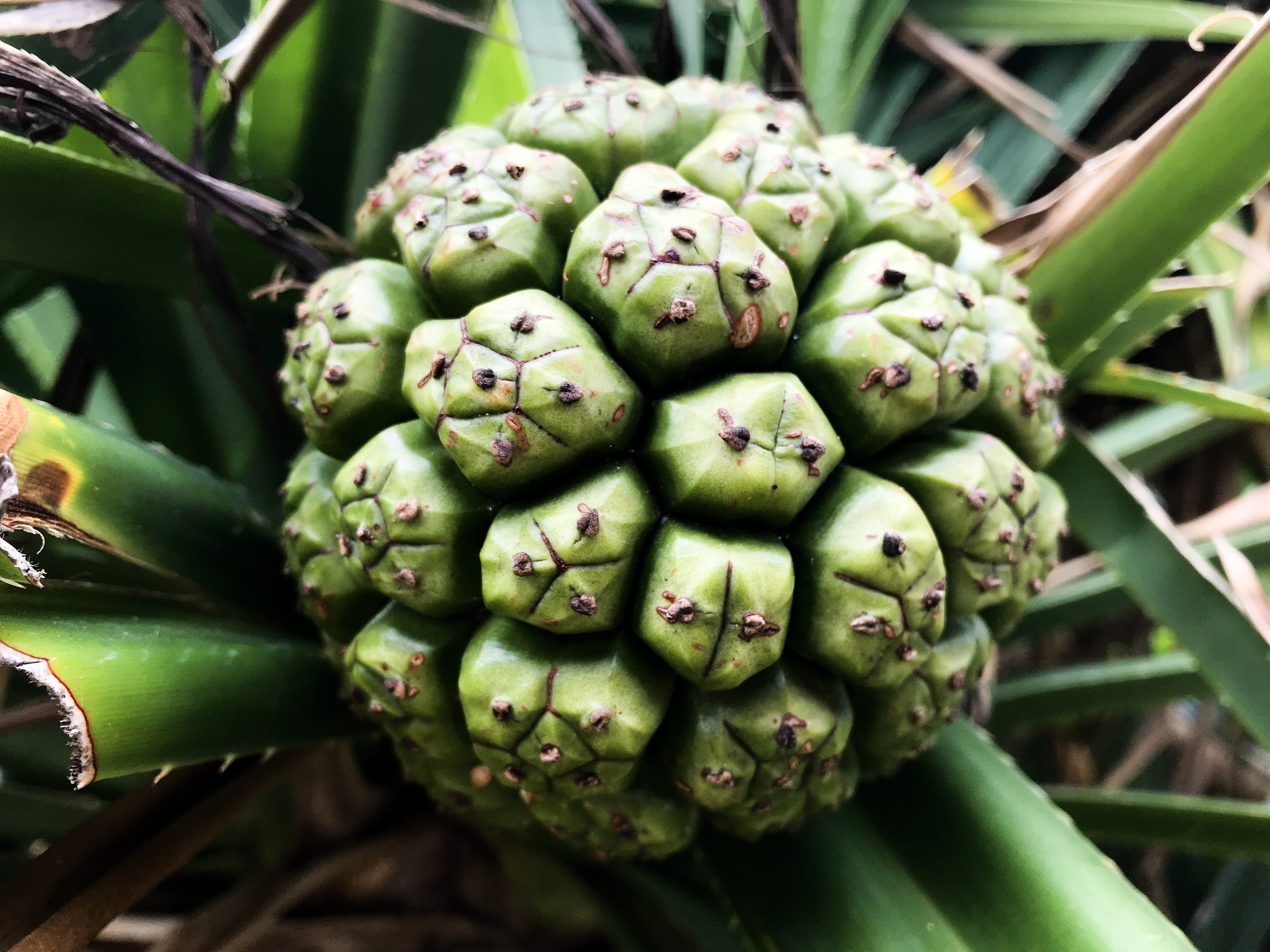

Це дводомне дерево з невеликими гілками, схоже на пальму з гнучким стовбуром, що підтримується зміцнюючими повітряними коріннями. Ці дерева можуть виростати до 4 метрів заввишки. Листя довге, 40-70 см завдовжке, росте в пучках на кінчиках гілок, з мечоподібними, жорсткими розетками, з колячками по краях. Чоловічі та жіночі квітки ростуть на різних рослинах у колосовидних суцвіттях. Плоди зрослих кістянок містять їстівне насіння. Вони жирні і мають горіховий смак.

## Значення
Завдяки сильному аромату всіх частин рослини її використовують як освіжувачі повітря, а плоди використовують у парфумерії та харчовій промисловості.
Оскільки в Західній Бенгалії цей кущ часто служить притулком для змій, в бенгальському індуїзмі кущ шанується як місце народження богині Манаси — покровительки змій. Одне з її імен (Кетакі) походить від назви цього чагарника.